# 348P/PANSTARRS
348P/PANSTARRS, komet Jupiterove obitelji.  Predotkriven na snimkama.